# OpenFST
OpenFST — библиотека для конструирования, комбинирования и поиска взвешенных конечных преобразователей (англ. weighted finite-state transducers — FSTs).
Конечные преобразователи играют ключевую роль в распознавании и синтезе речи, машинном переводе, оптическом распознавании символов. Часто они используются для представления вероятностных моделей (например, n-грамм модели).
Эта библиотека была разработана в исследовательской лаборатории Google и в Курантовском институте. Она предназначена для комплексной, гибкой, эффективной работы и хорошо масштабируется для крупных проблем. Это проект с открытым исходным кодом распространяется под лицензией Apache.